# روكو كوميسو
روكو كوميسو (بالإيطالية: Rocco Commisso)‏ (بالإنجليزية: Rocco B. Commisso)‏ (ولد في 25 نوفمبر 1949) هو المؤسس والرئيس والمدير التنفيذي لشركة ميدياكوم للاتصالات، وهي أكبر شركة تلفزيون في الولايات المتحدة. عمل سابقا كمدير تنفيذي للعدة شركات بما في ذلك شركة كابليفيسيون للصناعات، البنك الملكي الكندي، و بنك تشيس مانهاتن. منذ عام 2017 كوميسو كان مالك ورئيس مجلس إدارة نيويورك كوزموس.

## النشأة والتعليم
ولد في كالابريا، إيطاليا، هاجر كوميسو إلى الولايات المتحدة في سن 12. [1] وحضر كوميسو مدرسة جبل مايكل مايكل أكاديمي الثانوية في برونكس [2] وحضر جامعة كولومبيا على منحة جامعية كاملة حيث حصل على درجة البكالوريوس في الهندسة الصناعية في عام 1971. كما حصل على درجة الماجستير في إدارة الأعمال في عام 1975 من كلية كولومبيا للأعمال . [3] وشارك في رئاسة فريق كرة القدم في كولومبيا؛ [4] رئيس منتخب للجامعة الطلابية في كلية إدارة الأعمال. وحصل على جائزة خدمة إدارة الأعمال. [5]

## الحياة المهنية
بدأ كوميسو حياته المهنية في شركة فايزر. بعد عودته إلى كولومبيا والتخرج من كلية إدارة الأعمال، قضى عشر سنوات في الصناعة المالية، في البداية في بنك تشيس مانهاتن (الآن J.P. مورغان تشيس). في عام 1978، بدأ العمل مع شركات الكابل والمؤسسات الترفيهية الأخرى كجزء من قسم تمويل الشركات تشيس. [6] وعمل بعد ذلك في البنك الملكي الكندي، حيث قاد أنشطة البنك في مجال الإقراض إلى قطاعي الإعلام والاتصالات. وفي الفترة من عام 1986 إلى عام 1995، شغل منصب نائب الرئيس التنفيذي، وكبير الموظفين الماليين، ومدير شركة كابليفيسيون للصناعات. خلال هذا الوقت، نمت شركة كابليفيسيون إندستريز من 25 إلى 8 أكبر شركة للكابلات في الولايات المتحدة، مع حوالي 1.3 مليون عميل في وقت اندماجها مع تايم وارنر. [7]
كوميسو هو رئيس مجلس الإدارة والرئيس التنفيذي لشركة الاتصالات مدياكوم، منذ تأسيس الشركة في عام 1995 من الطابق السفلي له. في البداية، استحوذت مدياكوم على أنظمة الكابلات في المجتمعات الأمريكية الأصغر حجما. تولى كوميسو مدياكوم عام 2000 [8] وبعد ذلك الوقت نمت لتصبح ثاني أكبر مشغل للكابلات في الولايات المتحدة مع عائدات سنوية تزيد على 1.6 مليار دولار. في مارس 2011، ثم ذهبت الشركة الخاصة والمملوكة بالكامل من قبل كوميسو. [9] منذ ذلك الوقت كان اسمه مدياكوم أفضل شركة كابل في الولايات المتحدة في عام 2016 [10] وفي عام 2009 من قبل مجلة كابلفاكس. [11]
كوميسو يعمل في مجلس إدارة الجمعية الوطنية للاتصالات السلكية واللاسلكية، [12] C-سبان [13] ومختبرات تلفزيون الكابل، وشركة [14] وهو أيضا عضو في رواد تلفزيون الكابل. [15]